# Clasificarea stadioanelor UEFA
Clasificarea stadioanelor UEFA este un sistem de notare a stadioanelor din Europa, care stabilește în care categorie valorică se află ele, prevăzut în Regulamentul Infrastructurii Stadioanelor UEFA. Evaluarea se face conform criteriilor de capacitate, securitate și confort. 

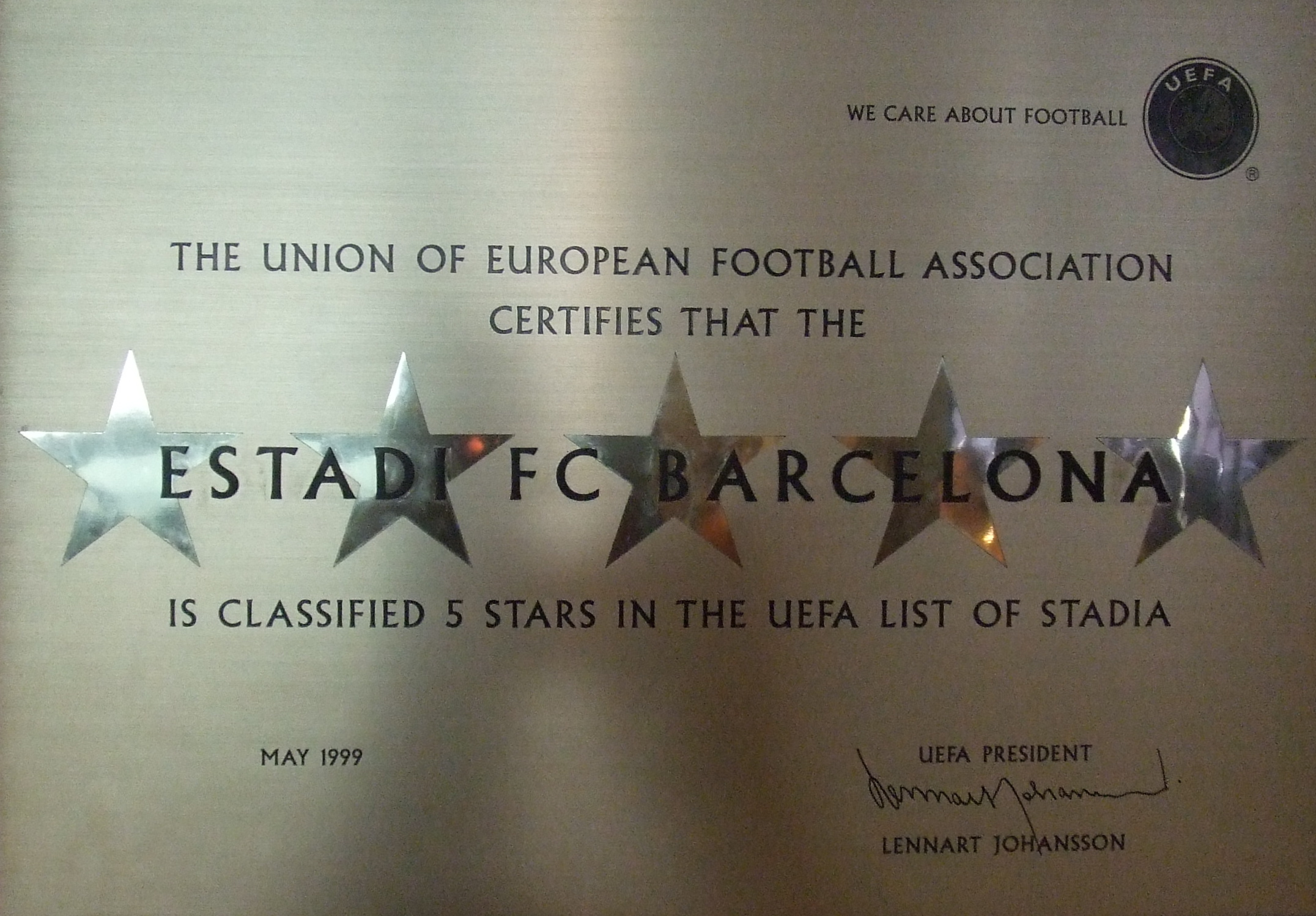
Categorie veche - Stadion de 5 stele

Conform regulamentului, stadioanele sunt clasate în categoriile unu, doi, trei și patru(redenumită din ”elită” în 2011) în ordine ascendentă. Aceste categorii au înlocuit în anul 2006  metoda anterioară de clasificare a stadioanelor de la 1 la 5 stele. Un stadion trebuie să fie de categoria a patra pentru a putea găzdui meciuri din cadrul rundei play-off a Ligii Campionilor sau din fazele superioare ale ei. Categoria a patra de asemenea e necesară pentru a găzdui meciuri din turneul de bază al Ligii Europa și al Campionatului European de Fotbal.

## Particularități
În cazul în care stadionul dispune de un acoperiș retractabil, utilizarea sa va fi coordonată prin consultarea dintre delegatul UEFA și arbitrul principal desemnat la meci.

Deși capacitatea minimă a stadionului de categoria patru este de 8.000 locuri, nici un stadion cu o capacitate mai mică de 40.000 de locuri nu a fost selectat pentru a găzdui o finală de UEFA Europa League, și nici un stadion cu o capacitate mai mică de 60.000 de locuri nu a fost selectat pentru a găzdui o finala de Liga Campionilor UEFA, întrucât aceste reglementări au fost introduse în 2006.

## Parametrii criteriilor de categorisire
| Criteriu                                                          | Categoria 1                           | Categoria 2                           | Categoria 3                  | Categoria 4                           |
| ----------------------------------------------------------------- | ------------------------------------- | ------------------------------------- | ---------------------------- | ------------------------------------- |
| Terenul de fotbal                                                 | 100 - 105 m lungime, 64 - 68 m lățime | 100 - 105 m lungime, 64 - 68 m lățime | 105 m lungime, 68 m lățime   | 105 m lungime, 68 m lățime            |
| Mărimea minimă a vestiarului arbitrilor                           | n/a                                   | n/a                                   | 20 m2                        | 20 m2                                 |
| Indicele minim al intensității luminozității instalației nocturne | pentru a se potrivi filmării          | 800 lux, la camere fixe               | 1400 lux, la camere fixe     | 1400 lux, în toate direcțiile         |
| Parcare VIP, număr minim de locuri                                | 10                                    | 50                                    | 100                          | 150                                   |
| Locuri în picioare                                                | da                                    | nu                                    | nu                           | nu                                    |
| Capacitatea minimă, locuri pe scaune                              | 200                                   | 1,500                                 | 4,500                        | 8,000                                 |
| numărul minim de locuri VIP                                       | 50                                    | 100                                   | 250                          | 500                                   |
| Locuri VIP pentru echipa oaspete, minim                           | 10                                    | 20                                    | 50                           | 100                                   |
| Suprafața zonei VIP                                               | n/a                                   | n/a                                   | n/a                          | 400 m2                                |
| Suprafața de lucru pentru mass-media, minim                       | 50 m2                                 | 100 m2 pentru 50 de persoane          | 100 m2 pentru 50 de persoane | 200 m2 pentru 75 de persoane          |
| Numărul minim de fotografi                                        | n/a                                   | n/a                                   | 15                           | 25                                    |
| Suprafața minimă pentru platforma camerelor TV                    | 4 m2 pentru cel puțin o cameră        | 6 m2 pentru 2 camere                  | 6 m2 pentru 2 camere         | 10 m2 pentru 4 camere                 |
| Numărul minim de locuri în zona presei                            | 20, 5 cu mese                         | 20, 10 cu mese                        | 50, 25 cu mese               | 100, 50 cu mese                       |
| Numărul minim de locuri pentru comentatori sportivi               | 2                                     | 3                                     | 5                            | 25                                    |
| Numărul minim de studiouri TV                                     | 1 sală transformabilă în studiou      | 1                                     | 2                            | 2, cel puțin una cu vedere spre teren |
| Numărul minim de locuri pentru interviul de după meci             | n/a                                   | n/a                                   | n/a                          | 4                                     |
| Suprafața minimă a parcării mașinilor presei                      | 100 m2                                | 200 m2                                | 200 m2                       | 1,000 m2                              |
| Numărul minim de locuri în sala de conferințe                     | 1                                     | 30                                    | 50                           | 75                                    |

## Vezi și
- en:List of European stadiums by capacity